# Winsome Witch
Winsome Witch, no brasil como Feiticeira Faceira é uma série de desenho animado estadunidense produzido pela Hanna-Barbera. Ia ao ar em conjunto com Esquilo Secreto e Lula Lelé. Estreou em 1965, nos Estados Unidos e teve 26 episódios no total.

## História
A Feiticeira Faceira é uma bruxa, extremamente amistosa, mas muito atrapalhada. Tem uma vassoura mágica, seu meio de transporte.

## Episódios

### Primeira temporada
| Ep. | Título original Estados Unidos | Título                             |
| --- | ------------------------------ | ---------------------------------- |
| 1   | "Have Broom Will Travel"       | Vassoura Transportadora            |
| 2   | "Prince of a Pup"              | Príncipe de Araque                 |
| 3   | "Operation Broom Switch"       | Operação Piaçava                   |
| 4   | "The Hansel and Gretel Case"   | Vassourinha e João e Maria         |
| 5   | "The Little Big League"        | A Pequena Grande liga              |
| 6   | "Schoolteacher Winnie"         | Vassourinha, a professorinha       |
| 7   | "Good Red Riding Hood"         | Vassourinha e Chapeuzinho Vermelho |
| 8   | "Winnie´s Baby"                | Os nenéns de Vassourinha           |
| 9   | "How Now Cinderella"           | Vassourinha e a Gata Borralheira   |
| 10  | "Have Broom Will Zoom"         | Ensapa você me acaba               |
| 11  | "Winnie the Sheriff"           | Vassourinha, a delegada            |
| 12  | "Welcome Wagging'"             | Seja Bem-vindo                     |
| 13  | "Shoo Spy"                     | Essa não, espião                   |

### Segunda temporada
| Ep. | Título original Estados Unidos | Título                   |
| --- | ------------------------------ | ------------------------ |
| 1   | "Hollywood or Busted"          | Hollywood, lá vou eu     |
| 2   | "Wolfcraft Vs. Witchcraft"     | Vassourinha e o lobo     |
| 3   | "Tallyho the Hunter"           | Vassourinha e o caçador  |
| 4   | "Witch Hitch"                  | Coceira com a Feiticeira |
| 5   | "Ugly Duckling Trouble"        | Um Problema Feio         |
| 6   | "Witch Witch is Witch"         | Quem é Você?             |
| 7   | "Good Little Scout"            | Sempre Alerta            |
| 8   | "Potluck"                      | É Muita Sorte            |
| 9   | "Pussycat-Man"                 | Vem Gatinho              |
| 10  | "Sheriff Winnie"               | Vassourinha, a delegada  |
| 11  | "Wee Winnie Witch"             | Viva a Feiticeira        |
| 12  | "Sea-Dogged'"                  | Olha eu aqui             |
| 13  | "Wild Wild Witch"              | Feiticeira pistoleira    |

## Dubladores

### Nos Estados Unidos
- Feiticeira Faceira: Jean Vander Pyl

### No Brasil
- Feiticeira Faceira: Selma Lopes
- Vozes Adicionais: Marlene Costa, Jorge Lucas e Orlando Drummond

## Na Televisão
- SBT
- RecordTV
- Rede Manchete
- Rede Bandeirantes
- Cartoon Network
- Boomerang
- Tooncast
- Rede Brasil